# 莫蘭 (堪薩斯州)
莫蘭（英語：Moran）是一個位於美國堪薩斯州艾倫縣的城市。

## 地方資料
根據2010年美國人口普查的數據，莫蘭的面積為1.08平方千米，當中陸地面積為1.08平方千米，而水域面積為0.00平方千米。當地共有人口558人，而人口密度為每平方千米516.67人。